# Liste der Kulturdenkmale in Wiederitzsch
Die Liste der Kulturdenkmale in Wiederitzsch enthält die Kulturdenkmale des Leipziger Stadtteils Wiederitzsch, die in der Denkmalliste vom Landesamt für Denkmalpflege Sachsen mit Stand 2017 erfasst wurden.

## Legende
- Bild: Bild des Kulturdenkmals, ggf. zusätzlich mit einem Link zu weiteren Fotos des Kulturdenkmals im Medienarchiv Wikimedia Commons. Wenn man auf das Kamerasymbol klickt, können Fotos zu Kulturdenkmalen aus dieser Liste hochgeladen werden:
- Bezeichnung: Denkmalgeschützte Objekte und ggf. Bauwerksname des Kulturdenkmals
- Lage: Straßenname und Hausnummer oder Flurstücknummer des Kulturdenkmals. Die Grundsortierung der Liste erfolgt nach dieser Adresse. Der Link (Karte) führt zu verschiedenen Kartendiensten mit der Position des Kulturdenkmals. Fehlt dieser Link, wurden die Koordinaten noch nicht eingetragen. Sind diese bekannt, können sie über ein Tool mit einer Kartenansicht einfach nachgetragen werden. In dieser Kartenansicht sind Kulturdenkmale ohne Koordinaten mit einem roten bzw. orangen Marker dargestellt und können durch Verschieben auf die richtige Position in der Karte mit Koordinaten versehen werden. Kulturdenkmale ohne Bild sind an einem blauen bzw. roten Marker erkennbar.
- Datierung: Baubeginn, Fertigstellung, Datum der Erstnennung oder grobe zeitliche Einordnung entsprechend des Eintrags in der sächsischen Denkmaldatenbank
- Beschreibung: Kurzcharakteristik des Kulturdenkmals entsprechend des Eintrags in der sächsischen Denkmaldatenbank, ggf. ergänzt durch die dort nur selten veröffentlichten Erfassungstexte oder zusätzliche Informationen
- ID: Vom Landesamt für Denkmalpflege Sachsen vergebene, das Kulturdenkmal eindeutig identifizierende Objekt-Nummer. Der Link führt zum PDF-Denkmaldokument des Landesamtes für Denkmalpflege Sachsen. Bei ehemaligen Kulturdenkmalen können die Objektnummern unbekannt sein und deshalb fehlen bzw. die Links von aus der Datenbank entfernten Objektnummern ins Leere führen. Ein ggf. vorhandenes Icon  führt zu den Angaben des Kulturdenkmals bei Wikidata.

## Liste der Kulturdenkmale in Wiederitzsch
| Bild                                    | Bezeichnung | Lage                                  | Datierung                                                | Beschreibung | ID       |
| --------------------------------------- | --- | ------------------------------------- | -------------------------------------------------------- | --- | -------- |
| Weitere Bilder                          | Kirche mit Ausstattung und Kirchhof mit Einfriedung und einigen Grabsteinen und Wandstellen | Bahnhofstraße (Karte)                 | 12. Jh. (Kirche), nach 1918 (Gefallenendenkmal)          | romanische Chorturmkirche, Langhaus 1877 umgebaut, rechteckiges Schiff mit Walmdach, quadratischer Ostturm mit langgezogenem Walmdach, baugeschichtlich und ortsgeschichtlich von Bedeutung | 09259014 |
| Direkt Bild zu diesem Denkmal hochladen | Denkmal für die Gefallenen des Ersten Weltkrieges auf dem Kirchhof | Bahnhofstraße (Karte)                 | 1921–1928                                                | Ortsgeschichtlich und künstlerisch von Bedeutung | 09307370 |
| Weitere Bilder                          | Pfarrhaus und Seitengebäude sowie Einfriedung und Toreinfahrt eines Pfarrhofes | Bahnhofstraße 10 (Karte)              | 1893 (Pfarrhaus), 2. Hälfte 17. Jh. (Seitengebäude)      | Pfarrhaus ein repräsentatives villenartiges Gebäude mit Putzfassade und Ziegelgliederung, Turmaufbau in Fachwerk, Seitengebäude teilweise in Lehmbauweise, von baugeschichtlicher und ortsgeschichtlicher Bedeutung | 09259023 |
| Weitere Bilder                          | Empfangsgebäude, Nebengebäude und Überdachung eines Bahnhofes sowie Straßenpflaster und Bordsteineinfassung des Bahnhofsvorplatzes und der zuführenden Straße mit Allee | Bahnhofstraße 35 (Karte)              | 1907 (Empfangsgebäude)                                   | Hauptgebäude einfache Putzfassade, Sockel und Ecken durch roten Naturstein hervorgehoben Bahnhofsanlage von ortsgeschichtlicher Bedeutung | 09259021 |
| Weitere Bilder                          | Apelstein Nr. 21 (N) | Delitzscher Landstraße (Karte)        | bezeichnet 1863, errichtet 1862 (Gedenkstein)            | in Ecklage Seehausener Straße, Gedenkstein zur Erinnerung an die Kämpfe der Völkerschlacht bei Leipzig 1813 in und um Wiederitzsch, 12.000 Polen und Franzosen unter den Generälen Dombrowski, Souham und Delmas gegen Langerons Russen, geschichtlich von Bedeutung | 09259025 |
| Weitere Bilder                          | Eisenbahnviadukt über die Rietzschkeniederung und Eisenbahnbrücke über die Delitzscher Landstraße | Delitzscher Landstraße (Karte)        | 1903-1906 (Viadukt), 1903-1906 (Eisenbahnbrücke)         | Teil des Leipziger Güterrings, Eisenbahnstrecke Leipzig-Wahren – Engelsdorf, genietete Stahlbalkenbrücke und zwanzigbogiger Klinkerviadukt, ortsbild- und landschaftsprägender Bau, Zeugnis der Verkehrsgeschichte, technisches Denkmal | 09259022 |
| Weitere Bilder                          | Mietshaus in offener Bebauung | Delitzscher Landstraße 40 (Karte)     | um 1925 (Mietshaus)                                      | repräsentatives Gebäude mit schöner, sparsam dekorierter Putzfassade und zwei Kastenerkern, im Reformstil der Zeit um 1910, baugeschichtlich von Bedeutung | 09259024 |
| Direkt Bild zu diesem Denkmal hochladen | Wohnhaus in offener Bebauung | Delitzscher Landstraße 45 (Karte)     | 1913 (Wohnhaus)                                          | schlichter villenartiger Putzbau, schöner Portalvorbau aus Holz mit Bleiglasfenstern, baugeschichtlich von Bedeutung | 09259488 |
|                                         | Wohnhaus in offener Bebauung | Delitzscher Landstraße 49 (Karte)     | 1782 Dendro (Wohnhaus)                                   | einfache Putzfassade mit Walmdach, Lehmbau, vermutlich ältestes Haus des Ortes, baugeschichtlich von Bedeutung | 09259223 |
| Weitere Bilder                          | Ehemaliges Rathaus | Delitzscher Landstraße 55 (Karte)     | 1929-1930 (Rathaus)                                      | Gemeindeamtsgebäude, Putzfassade im zeittypischen traditionalistischen Stil der 1920er Jahre, rückwärtig am Hugo-Krone-Platz gelegen, Mittelrisalit mit Dreiecksgiebel, darin Uhr und Reliefs, Gebäude von ortsgeschichtlicher Bedeutung, städtebaulich bedeutsame Lage | 09259010 |
|                                         | Doppelmietshaus in offener Bebauung | Delitzscher Landstraße 57; 59 (Karte) | 1931 (Doppelmietshaus)                                   | einfach gegliederte Putzfassade, im traditionalistischen Stil der 1920er/1930er Jahre, bildet mit dem benachbarten Gemeindeamt ein straßenbildprägendes Ensemble, ortsentwicklungsgeschichtlich von Bedeutung | 09259011 |
|                                         | Mietshaus in offener Bebauung (mit zwei Hausnummern), mit Postamt | Delitzscher Landstraße 61; 63 (Karte) | 1914 (Post)                                              | abwechslungsreich gegliederte Putzfassade, im Reformstil der Zeit um 1910, straßenbildprägendes Gebäude, baugeschichtlich und ortsgeschichtlich von Bedeutung | 09259012 |
| Direkt Bild zu diesem Denkmal hochladen | Wohnhaus in offener Bebauung | Delitzscher Landstraße 91 (Karte)     | 1928-1929 (Wohnhaus)                                     | sparsam dekorierte Putzfassade, Walmdach, interessanter Bau von Ende der 1920er Jahre mit vielen Details aus der Erbauungszeit, baugeschichtlich von Bedeutung | 09259005 |
| Weitere Bilder                          | Sachgesamtheit Friedhof Wiederitzsch, mit folgenden Einzeldenkmalen: Friedhofskapelle mit Halle und Verwalterwohnhaus sowie Einfriedung (siehe auch Einzeldenkmaldokument - Obj. 09259009) sowie gärtnerisch gestalteten Friedhofsanlage und Erbbegräbnisse als Sachgesamtheitsteile | Delitzscher Landstraße 151 (Karte)    | 1907 (Kapelle)                                           | markante Putzbauten im Reform- und Heimatstil, im Innern der Kapelle glasierte Kacheln und Ausstattung aus der Erbauungszeit, Architekt: Fritz Drechsler, baugeschichtlich und ortsgeschichtlich von Bedeutung | 09304643 |
| Weitere Bilder                          | Einzeldenkmale der Sachgesamtheit Friedhof Wiederitzsch: Friedhofskapelle mit Halle und Verwalterwohnhaus sowie Einfriedung (siehe auch Sachgesamtheitsdokument - Obj. 09304643) | Delitzscher Landstraße 151 (Karte)    | 1907 (Kapelle)                                           | markante Putzbauten im Reform- und Heimatstil, im Innern der Kapelle glasierte Kacheln und Ausstattung aus der Erbauungszeit, Architekt: Fritz Drechsler, baugeschichtlich und ortsgeschichtlich von Bedeutung | 09259009 |
| Weitere Bilder                          | Kath. Pfarrkirche | Georg-Herwegh-Straße 22 (Karte)       | 1968-1970 (Kath. Kirche)                                 | zeltartiger Ziegelbau mit Betonschalendach, Seltenheitswert, Zeugnis der Kirchenbaukunst in Deutschland und in der DDR in den 1960er Jahren, Architekt: Peter Weeck, künstlerische Ausgestaltung des Kirchenraumes durch Bildhauer Friedrich Press, Gebäude von bauhistorischer, ortsgeschichtlicher und kulturgeschichtlicher Bedeutung | 09259018 |
| Direkt Bild zu diesem Denkmal hochladen | Villa, heute Kindergarten | Lindenstraße 54 (Karte)               | 1935-1936 (Villa)                                        | repräsentativer Wohnbau, einer der interessantesten Wiederitzscher Villenbauten, stilistisch zwischen traditionalistischer und moderner Architektur der 1920er/1930er Jahre, Dokument der Ortsentwicklung, baugeschichtlicher Wert | 09299749 |
| Direkt Bild zu diesem Denkmal hochladen | Mietshaus in geschlossener Bebauung | Podelwitzer Straße 21 (Karte)         | 1894 (Mietshaus)                                         | gut gestaltete Putzfassade, Historismusbau mit sehr schönen Fensterbekrönungen, baugeschichtlich von Interesse | 09259006 |
| Weitere Bilder                          | Wohnhaus eines Bauernhofes | Schmiedegasse 4 (Karte)               | um 1800 (Bauernhaus)                                     | Wohnhaus Lehmbau mit Putzfassade und Krüppelwalmdach, ehemals auch daran angebautes Seitengebäude, kleine Hofanlage im alten Ortskern von Kleinwiederitzsch, baugeschichtlich und ortsgeschichtlich von Bedeutung | 09259001 |
| Weitere Bilder                          | Seitengebäude und Scheune sowie Hofpflasterung und Toranlage (mit Pforte) eines Bauernhofes | Schmiedegasse 7 (Karte)               | bezeichnet 1905 (Seitengebäude), Mitte 19. Jh. (Scheune) | alte Dorflage Kleinwiederitzsch, lang gestrecktes Stallgebäude mit gelber Klinkerfassade und platzbildprägendem Giebel, Lehmscheune mit Satteldach und Fledermausgauben, Hofpflasterung in Feldstein, Dokumentationswert, zeit- und landschaftstypische bäuerliche Wirtschaftsbauten, baugeschichtlich und ortsgeschichtlich von Bedeutung | 09259000 |
| Direkt Bild zu diesem Denkmal hochladen | Wohnhaus eines Bauernhofes | Schmiedegasse 17 (Karte)              | Mitte 19. Jh. (Bauernhaus)                               | eingeschossiger Lehmbau, Putzfassade mit Satteldach, verbretterter Giebel, seltenes Beispiel eines Kleinbauernhauses in dieser Authentizität, baugeschichtlich und sozialgeschichtlich von Bedeutung | 09258999 |
| Direkt Bild zu diesem Denkmal hochladen | Wohnhaus eines Bauernhofes | Schmiedegasse 23a (Karte)             | bezeichnet 1737-1738 (Bauernhaus)                        | Obergeschoss Fachwerk, Obergeschoss springt hofseitig etwas vor, Erdgeschoss Lehm, weitgehend unveränderter Bestandteil der ursprünglichen Ortskernbebauung von Kleinwiederitzsch, vermutlich das älteste noch vorhandene Wohngebäude des Ortes, baugeschichtlich und ortsgeschichtlich von Bedeutung | 09258998 |
| Direkt Bild zu diesem Denkmal hochladen | Wohnhaus in offener Bebauung, mit Garten und Garage | Stentzlerstraße 28 (Karte)            | 1909 (Wohnhaus), 1927 (Garage)                           | Putzfassade, Reformstil-Architektur der Zeit um 1910, Garage von 1927, baugeschichtlich von Bedeutung Denkmaltext Entwurf und Bauleitung lagen in Händen der Architekten Leopold und Alfred Stentzler, für die Bauherrschaft unterzeichnete der Patentanwalt und Diplom-Ingenieur Erich Hentschel die bei der Behörde eingereichten Unterlagen. Am 22. April 1909 gelangte die Baugenehmigung zur Ausreichung, bereits am 22. September die behördliche Gestattung der Ingebrauchnahme. Eine Genehmigung "baulicher Veränderungen im Wohngebäude sowie zur Errichtung einer Kraftwagenhalle" erging im Frühjahr 1927. Hier steht der Name des Architekten und Dipl.-Ing. Dr. Franz Anaker unter Plänen und Schriftverkehr. Einhergehend erfolgten der Umbau der Veranda auf der Südseite sowie die Verlagerung des Haupteingangs. Unaufgeregt erscheint der Baukörper, in zeittypischem Verputz über Rohbauklinkersockel, mit polygonalem Eckerker und Veranda zum Garten, bewegtem ziegelgedecktem Dach, Klappläden, unterschiedlichen Fensterformaten und gediegener Ausstattung. Wertvoller Altgehölzbestand aus drei Linden, einem Berg-Ahorn und einer Schwarzkiefer sowie ein kleiner erhöhter Sitzplatz mit einer Trauer-Esche an der Straße prägen noch heute den ehemals auch im Detail gestalteten Garten. Das Parterre wies Diele, zwei Wohnräume sowie Speisezimmer, WC, Küche, Veranda, Besenkammer und Speisekammer auf, das Geschoss darüber drei private Wohnräume, Bad, Austritt und Mädchenkammer. Noch im September 2018 präsentierte sich das Haus unsaniert, erhalten sind alle Innentüren, Parkett in den Wohnräumen, die Treppe unter späteren Verkleidungen. Als eines der wenigen weitgehend unverändert überkommenen Wohnhäuser im Wiederitzscher Villenviertel und Werk der Architekten Stentzler im wenig umfänglichen privaten Wohnungsbau der Zeit um 1910 ist ein baugeschichtlicher Wert zu konstatieren. LfD/2018 | 09293874 |
| Direkt Bild zu diesem Denkmal hochladen | Wohnhaus in offener Bebauung mit Nebengebäude | Wiederitzscher Landstraße 4 (Karte)   | 1861 (Wohnhaus), 1861 (Nebengebäude)                     | eingeschossiger Putzbau in Lehmbauweise, mit Satteldach, Bestandteil des historischen Ortskerns von Kleinwiederitzsch in städtebaulich markanter Lage, sozialgeschichtlich von Bedeutung Denkmaltext Zum 23. März 1861 wurde der Bauantrag eingereicht für ein eingeschossiges, zu verputzendes Wohnhaus sowie ein Seitengebäude, das als Schuppen und Schweinestall vorgesehen war und weiter einen Backofen erhielt. Adam Heinrich Kretzschmar ist als Bauherr bekannt, rückwärtig grenzte das Grundstück an die Kirschplantage der Gemeinde Kleinwiederitzsch. Das Erdgeschoss erhielt zwei Stuben, drei Kammern, Küche und Hausflur. Ein kleiner Keller (nur teilweise Unterkellerung des Hauses) wurde von zwei Tonnengewölben überspannt. Eine Ziegeldeckung erhielt das Satteldach, die Traufe ein Windbrett. Wohnräume unter dem Dach entstammen einer späteren Umbauphase. Von besonderem Interesse ist die Erbauung des Hauses in Lehmwellertechnik unter nur partieller Verwendung von gebrannten Ziegeln. Die Innenwände stellen sich als Fachwerkkonstruktion mit Lehmstaken dar. Türblätter, Zargen und die hölzerne Innentreppe sind aus der Erbauungszeit überkommen. Für das vorgründerzeitliche Wohnhaus besteht ein baugeschichtlicher Wert. LfD/2018 | 09259004 |
| Direkt Bild zu diesem Denkmal hochladen | Wohnhaus, Seitengebäude und Scheune eines Vierseithofes | Zur Schule 1 (Karte)                  | um 1890 (Bauernhaus)                                     | schlichte Putzbauten, weitgehend komplett erhaltenes Hofensemble der Ortskernbebauung von Großwiederitzsch des ausgehenden 19. Jahrhunderts, baugeschichtlich und ortsgeschichtlich von Bedeutung | 09259015 |
| Weitere Bilder                          | Mietshaus in halboffener Bebauung | Zur Schule 5 (Karte)                  | 1897 (Mietshaus)                                         | historisierende Klinkerfassade, repräsentatives Gebäude mit interessanter Fassadengestaltung, baugeschichtlich von Bedeutung | 09259016 |
| Weitere Bilder                          | Schule und daran angebaute Turnhalle sowie Vorgarten mit Einfriedung | Zur Schule 11                         | 1912/1913 (Schule); 1912–1913 (Turnhalle)                | markantes Gebäude mit schlichter Putzfassade, oberstes Geschoss verbrettert, im Reform- und Heimatstil, nach Plänen des Architekten Fritz Drechsler, von baugeschichtlicher, ortsgeschichtlicher und kulturgeschichtlicher Bedeutung | 09259017 |
| Direkt Bild zu diesem Denkmal hochladen | Wohnhaus in offener Bebauung | Zur Schule 20 (Karte)                 | 1932-1933 (Wohnhaus)                                     | villenartiger Putzbau mit sparsam dekoriertem, flachem Erker, weitgehend original erhalten, baugeschichtlich und ortsentwicklungsgeschichtlich von Bedeutung Denkmaltext Ende Februar 1932 erteilte der Gemeinderat die Zustimmung für ein Einfamilienwohnhaus des Leipziger Kaufmanns Gustav Mierig. Der Inhaber eines Baugeschäfts übernahm zudem Ausführung und Bauleitung, bezog die Fabrik für Eisenbau Karl Mehner bezüglich der Statik in den Planungsprozess ein, zwölf Monate später erfolgte die Schlussprüfung. Das als Landhaus bezeichnete Gebäude steht mit Putzfassade über Eisenklinkersockel giebelständig zur Straße, mit Mansardkrüppelwalmdach und verbrettertem Giebel. Klappläden und schwach vorgesetzte Erker im Erdgeschoss zeigen etwas Art-Déco-Schmuck. Zum freundlichen Erscheinungsbild tragen Vorgarten und die Pfeiler und Sockelkante der bauzeitlichen Einfriedung, die Pflasterung der Zufahrt in die in den Keller eingeordnete Garage maßgeblich bei. Ehemals waren zwei Wohn- und ein Schlafzimmer neben Küche, Bad/WC im Parterre vorgesehen, zwei Wohnräume, Büro und eine Mädchenkammer in der oberen Etage. Der Dachraum war Abstellraum und Trockenboden, im Keller befand sich zudem die Waschküche. Bereits 2009 war das Gebäude liebenswert und einfühlsam saniert. Direkt gegenüber befindet sich das eindrückliche Schulgebäude der Gemeinde. Das Gebäude besitzt einen baugeschichtlichen Wert und prägt den Straßenraum maßgeblich. LfD/2017, 2018 | 09304842 |

## Ehemalige Kulturdenkmale
| Bild                                    | Bezeichnung                        | Lage                              | Datierung                            | Beschreibung | ID       |
| --------------------------------------- | ---------------------------------- | --------------------------------- | ------------------------------------ | --- | -------- |
| Direkt Bild zu diesem Denkmal hochladen | Wirtschaftsgebäude einer Hofanlage | Bahnhofstraße 3 (Karte)           | 19. Jh., vor 2004 (Abbruch Wohnhaus) | Wirtschaftsgebäude einer Hofanlage | 09259489 |
| Weitere Bilder                          | Gasthof                            | Delitzscher Landstraße 47 (Karte) | um 1860, um 1900, um 1913 (Gasthof)  | Gasthof mit Saalbau; neben dem Alten Gasthof, bedeutsamste Versammlungsstätte in Wiederitzsch, hoher Geschichts- und Erinnerungswert, Ort zahlreicher für den Ortsteil wichtiger Ereignisse, Wert für die Volksbildung, stadtbildgestaltende Lage an der Ortsdurchfahrtstraße und im alten Ortskern Großwiederitzsch | 09299633 |
| Direkt Bild zu diesem Denkmal hochladen | Mietshaus                          | Heinrich-Kaps-Straße 2 (Karte)    | um 1907 (Mietshaus)                  | Mietshaus in offener Bebauung (Putzfassade); Dokument städtischer Bau- und Wohnkultur im Übergang zur Reformstilarchitektur, straßenbildcharakterisierend | 09259013 |
| Direkt Bild zu diesem Denkmal hochladen | Wohnhaus                           | Schmiedegasse 25 (Karte)          | 1737/1740 (Wohnhaus)                 | Wohnhaus mit Anbau (Lehmwellerbau); einer der letzten erhaltenen Lehmwellerbauten in Leipzig. Dokument der alten Ortslage Kleinwiederitzsch (Rundling), Seltenheitswert, reizvolles Ensemble mit Nr. 23a (ältestes bekanntes Bauernhaus im Raum Leipzig)                                                             | 09293979 |